# 2024 у Тернопільській області
| Роки в Тернопільській області: ← · 2000 · 2001 · 2002 · 2003 · 2004 · 2005 · 2006 · 2007 · 2008 · 2009 · 2010 · 2011 · 2012 · 2013 · 2014 · 2015 · 2016 · 2017 · 2018 · 2019 · 2020 · 2021 · 2022 · 2023 · 2024 · 2025 Див. також: XIX століття · XX століття |

## Міста-ювіляри
- 875 років від часу заснування міста Шумська (1149)
- 580 років від часу заснування міста Ланівців (1444)
- 570 років від часу заснування міста Монастириська (1454)

## Річниці

### Річниці від дня народження
- 1 січня — 70 років від дня народження українського педагога, етнографа Василя Губ'яка (нар. 1954)
- 2 січня — 100 років від дня народження українського бандуриста, диригента, співака (бас, баритон) Ярослава Бабуняка (1924—2012)
- 7 січня — 135 років від дня народження українського доктора філософії, журналіста, літературного критика, літературознавця, поета Михайла Рудницького (1889—1975)
- 8 січня — 75 років від дня народження українського живописця Степана Мамчура (нар. 1949)
- 4 березня — 90 років від дня народження українського поета, ученого-економіста Володимира Вихруща (1934—1999)
- 6 березня — 75 років від дня народження українського фотохудожника, публіциста Михайла Бенча (нар. 1949)
- 15 березня — 120 років від дня народження українського ученого, фізика-теоретика Зенона-Володимира Храпливого (1904—1983)
- 21 березня — 170 років від дня народження українського поета, публіциста, громадського діяча Павла Думки (1854—1918)
- 8 квітня — 150 років від дня народження українського композитора й диригента Михайла Коссака (1874—1938)
- 15 квітня — 80 років від дня народження українського журналіста, літератора, краєзнавця Василя Савчука (1944—2023)
- 1 травня — 100 років від дня народження української поетеси, громадсько-політичної діячки, політв'язня Марії Потикевич-Заболотної (1924—2007)
- 15 травня — 170 років від дня народження українського біохіміка, гігієніста, епідеміолога, громадсько-політичного та освітнього діяча Івана Горбачевського (1854—1942)
- 18 травня — 90 років від дня народження українського мовознавця, редактора, джерелознавця Олега Купчинського (нар. 1934)
- 21 травня — 135 років від дня народження українського ученого-математика, доктора філософії, педагога Мирона Зарицького (1889—1961)
- 24 травня — 75 років від дня народження українського живописця, графіка Миколи Пазізіна (нар. 1949)
- 12 червня — 90 років від дня народження українського священника, літератора Григорія Петришина (1934—1998)
- 13 червня — 60 років від дня народження української літераторки, громадської діячки Лесі Любарської (нар. 1964)
- 20 червня — 75 років від дня народження українського священника, журналіста Ореста  Глубіша (нар. 1949)
- 20 червня — 70 років від дня народження українського графіка, художника, майстра декоративного мистецтва Миколи Дмітруха (нар. 1954)
- 20 червня — 50 років від дня народження українського історика, краєзнавця Василя Штокала (нар. 1974)
- 7 липня — 120 років від дня народження українського живописця Михайла Мороза (1904—1992)
- 18 липня — 90 років від дня народження українського поета, журналіста Івана Горбатого (1934—1990)
- 19 липня — 75 років від дня народження українського поета, прозаїка Богдана Бастюка (1949—2014)
- 20 липня — 75 років від дня народження українського журналіста, редактора, педагога Петра Федоришина (нар. 1949)
- 22 липня — 100 років від дня народження українського композитора, режисера Анатолія Горчинського (1924—2007)
- 2 серпня — 75 років від дня народження митрополита Тернопільсько-Зборівського УГКЦ Василія Семенюка (нар. 1949)
- 9 серпня — 60 років від дня народження української літераторки Раїси Обшарської (нар. 1964)
- 10 серпня — 140 років від дня народження українського графіка Якова Струхманчука (1884—1937)
- 19 серпня — 75 років від дня народження українського критика, літературознавця, педагога Миколи Ткачука (нар. 1949)
- 19 серпня — 75 років від дня народження українського актора театру й кіно, режисера В'ячеслава Хім'яка (нар. 1949)
- 24 серпня — 75 років від дня народження українського режисера Євгена Ваврика (1949—2014)
- 26 серпня — 75 років від дня народження українського письменника, критика, культуролога, народознавця Богдана Чепурка (нар. 1949)
- 2 жовтня — 90 років від дня народження українського науковця, краєзнавця, педагога, громадського діяча Йосипа Михайловича Свинка (нар. 1934)
- 8 жовтня
  - 140 років від дня народження українського письменника Юліана Опільського (1884—1937)
  - 60 років від дня народження українського поета, перекладача, літературознавця Василя Махна (нар. 1964)
- 25 жовтня — 75 років від дня народження українського графіка, живописця, педагогині Ганни Ткачик (нар. 1949)
- 6 листопада — 80 років від дня народження української літераторки, музикантки Тетяни Дігай (нар. 1944)
- 26 грудня — 220 років від дня народження українського церковного діяча, письменника Григорія Савчинського (1804—1888)